# Pachytriton archospotus
Espèce
Pachytriton archospotus est une espèce d'urodèles de la famille des Salamandridae. 

## Répartition
Cette espèce est endémique de République populaire de Chine. Elle se rencontre :
- dans le Nord-Est et le Sud-Est du Guangxi ;
- au Guangdong ;
- au Hunan ;
- au Jiangxi.

## Publication originale
- Shen, Shen & Mo, 2008 : A new species of salamander (Pachytriton archospotus) from Hunan Prov. China (Amphibia, Salamandridae). Acta Zoologica Sinica, vol. 56, p. 645-652 (texte intégral).